# Marcia Wallace
Marcia Karen Wallace (født 1. november 1942 i Creston i Iowa, død 25. oktober 2013 i Los Angeles i Californien) var en amerikansk skuespillerinde, komiker og paneldeltager i game shows, hovedsagelig kendt for sine roller i forskellige sit-com. Hun er muligvis bedst kendt for sin rolle som receptionisten Carol Kester i sit-com'en The Bob Newhart Show i 1970'erne, samt for at have lagt stemme til børneskolelærerinden Edna Krabappel i den animerede serie The Simpsons, for hvilken rollen hun i 1992 modtog en Emmy Award for Outstanding Voice-Over Performance.